# Álmos (Magyaren)

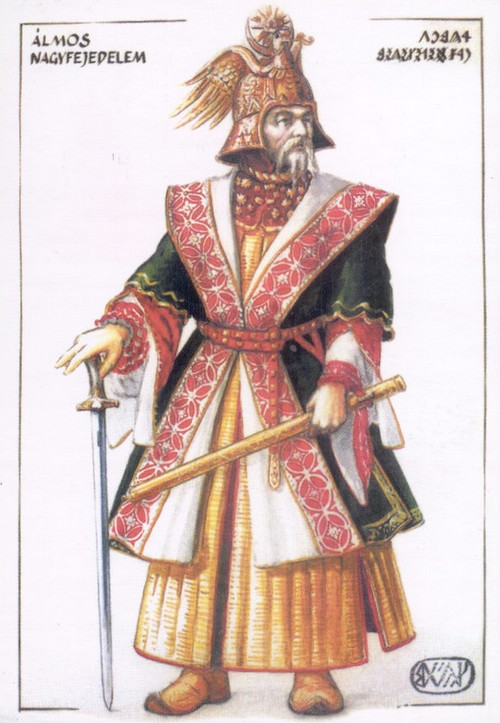
Álmos (maker niet bekend)

Álmos (ca. 820 - ca. 895) is de oudst historisch gedocumenteerde aanvoerder van de Magyaren.
Álmos werd voor 860 gekozen tot grootvorst van de Magyaren en wordt als zodanig genoemd in Byzantijnse documenten uit die tijd. De Magyaren waren toen onderworpen aan de Khazaren. In 862 hadden de Magyaren zich losgemaakt van de Khazaren en waren naar het westen van het huidige Oekraïne getrokken waar ze een schatting oplegden aan Slavische stammen. In deze tijd vochten Magyaren als huurlingen van Oost-Frankische en Moravische vorsten. In 881 kwamen de Kaberen (een etnisch Turks volk) in opstand tegen de Khazaren en sloten zich bij de Magyaren aan.
In 895 sloten de Magyaren een bondgenootschap met het Byzantijnse Rijk en versloegen samen Simeon I van Bulgarije. Simeon vormde op zijn beurt een bondgenootschap met de Petsjenegen. Hij viel de Magyaren aan en versloeg ze in een grote veldslag bij de Zuidelijke Boeg. De Petsjenegen verdreven de Magyaren vervolgens uit hun woongebied. Álmos werd daarop gedood door de Magyaren zelf, hetzij als een gewone politieke moord, hetzij als een ritueel zoenoffer tegen het onheil wat het volk was overkomen. De Magyaren trokken over de Karpaten naar Pannonië, waar ze de staat Hongarije zouden stichten. 
De ouders van Álmos zijn onbekend. De mythen noemen als vader Ügyek en als moeder Emese, die zwanger zou zijn geworden na een droom van de heilige vogel Turul. Álmos was vader van Árpád